# Fazioli

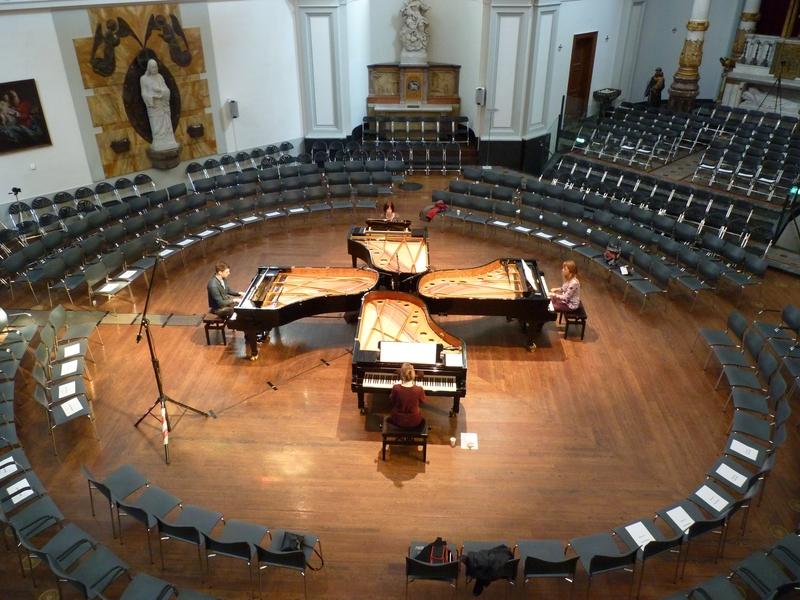
Het Rondane Kwartet op vier Faziolivleugels in De Duif

Fazioli is een modern Italiaans pianomerk, dat zijn naam dankt aan pianist en ingenieur Paolo Fazioli, die in 1981 in de Italiaanse stad Sacile nabij Venetië een bedrijf oprichtte voor de bouw van vleugelpiano's. 
Fazioli's worden grotendeels met de hand gebouwd van hoogwaardige materialen. Faziolivleugels behoren tot het topsegment in de markt en zijn kostbaar. De zangbodem wordt vervaardigd van hoogwaardig vurenhout uit het Zuid-Tirolse gebied Val di Fiemme, dezelfde houtsoort uit dezelfde streek, die ook Antonio Stradivari gebruikte voor de bouw van zijn violen.
Fazioli bouwt vleugelmodellen in lengtes van 156, 183, 212, 228, 278 en 308 cm. De laatste vleugel van 308 cm is ook de langste ter wereld en wordt ook gebouwd met vier pedalen in plaats van de gebruikelijke drie. Het vierde (extra) pedaal is een pedaal dat qua werking lijkt op het linkerpedaal van de staande piano: het brengt de hamers dichter naar de snaren voor een makkelijker pianissimospel, en waarbij de klankkleur niet zodanig wordt veranderd als bij het gebruikelijke linkerpedaal (het zogeheten 'una corda pedaal') op de vleugel, waarbij de hamers ten opzichte van de snaren verschuiven. 
Faziolivleugels worden gekenmerkt door hun sonoriteit en heldere klank. De mechanieken werken zeer precies en de afwerking is zo goed als vlekkeloos. Onder professionele pianisten worden deze vleugels steeds geliefder, hoewel ze nog minder worden ingezet op concertpodia dan de bekendere Steinway-  en Bösendorfervleugels. Bekende Faziolibespelers zijn onder anderen Herbie Hancock, Angela Hewitt, Jan Mulder (musicus), Nikolai Demidenko, Markus Schirmer en Maurizio Baglini. De laatste is naast pianist ook artdirector van Fazioli.

## Geschiedenis
- 1944: Paolo Fazioli wordt geboren als de jongste van zes zonen. Zijn vader bezat een meubelfabriek in Rome. Paolo was naast muzikaal getalenteerd ook geïnteresseerd in pianotechniek. Naast zijn muziekstudie volgde hij een ingenieursopleiding aan de Universiteit van Rome. Hij bezocht in die tijd diverse pianoateliers en las veel vakliteratuur om meer kennis te verwerven over pianobouw en -restauratie.
- 1969: Paolo behaalt zijn universiteitsdiploma.
- 1971: Paolo studeert af als uitvoerend pianist aan het Rossini-Conservatorium in Pesaro als leerling van Sergio Cafaro. Later studeerde hij ook af aan het Santa Cecilia Conservatorium in Rome. Hij behaalde ook een mastergraad in compositie aan de Muziekacademie in Rome, waar hij begeleid werd door componist Boris Porena.
- 1978: Paolo Fazioli, inmiddels ingenieur en pianist, stelt een team samen van technici, mathematici, akoestiekexperts, houtdeskundigen, pianobouwers en pianisten. Hij wilde met dit team gezamenlijk een nieuw concept piano ontwikkelen. De firma Fazioli Pianoforti s.r.l. werd formeel opgericht in januari 1981. In hetzelfde jaar werd een productieafdeling gebouwd in een meubelfabriek in Sacile: de Fabbrica di Pianoforti Fazioli.
- 1979: Met behulp van professor Righini (akoestiekexpert) en professor Giordano (houtexpert) alsook Virgilio Fazioli en Lino Tiveron, wordt de start voorbereid voor de bouw van het model F183 (een kamervleugel met een lengte van 183 cm). Kort daarop volgde de modellen F156 (een baby-  of salonvleugeltje) en de F278 (een grote concertvleugel).
- 1980: Het eerste prototype van de F183 wordt gebouwd in juni, de F156 en F278 volgen in november.
- 1981: Het bedrijf krijgt officiële status. De prototypes worden aan de pers en vakbroeders getoond (onder andere ook op de muziekbeurs in Frankfurt in februari). De tweede helft van dat jaar staat in het teken van de ontwikkeling van model F228.
- 1982: In februari zijn alle vier dan gebouwde modellen in Frankfurt op de Musik Messe te zien en te bespelen. In maart wordt een productiefabriek opgezet van 600 m² en de productie ligt op 2 tot 3 piano's per maand.
- 1983: Er wordt een samenwerking opgezet met het Zanussi-Center in Pordenone, waar wetenschappelijk onderzoek wordt uitgevoerd, om de toon- en klankeigenschappen te verbeteren.
- 1984: Een eerste succes is dat bekende pianisten als Aldo Ciccolini, Alfred Brendel, Martha Argerich, Vladimir Asjkenazi, Lazar Berman, Nikita Magaloff, Michel Beroff, Annie Fischer, Louis Lortie en anderen de Fazioli's gaan bespelen en ze recenseren. Enige grote concertzalen bestellen de eerste concertvleugels en de export naar diverse Europese landen en de Verenigde Staten komt op gang. De vraag naar vleugels met een grotere en rijkere klank voor in grote concertzalen doet Fazioli besluiten om de F308 te gaan ontwikkelen.
- 1985: Er worden twee nieuwe modellen aan de serie vleugels toegevoegd: de F212 en de F308, die in 1986 in productie gaan.
- 1987: De F212 wordt in Frankfurt geïntroduceerd. De eerste F308 (een prototype) wordt publiekelijk getoond in april in Teatro Comunale di Monfalcone, waar pianist François-Joël Thiollier de beide pianoconcerten van Tsjaikovski er op vertolkt. Later in dat jaar bespeelt Lazar Berman de F308 in Carnegie Hall (Liszt's 2e Pianoconcert). Murray Perahia bespeelt de F308 tijdens zijn concert in het Goldoni Theater in Venetië. Tegen de jaarwisseling speelt Alfred Brendel diverse keren op de F308 tijdens zijn concertreis door Italië.
- 1988: De pianofabriek wordt uitgebreid en bezit dan geavanceerde faciliteiten, zodat er ongeveer 7 of 8 instrumenten per maand kunnen worden gebouwd.
- 1990: Dankzij de samenwerking met Zanussi R&D Center wordt de gehele productielijn en bouw verder geoptimaliseerd.
- 1992: De verbeterde instrumenten worden wederom in Frankfurt getoond op de Musik Messe.
- 1994: Fazioli Pianoforti krijgt zijn eerste tentoonstelling op de NAMM show in Anaheim, Californië, waarbij de positie op de Amerikaanse markt wordt zekergesteld. Hetzelfde jaar wordt Fazioli ook zichtbaar op de muziekbeurs van Shanghai. De Sydney Town Hall in Australië krijgt een Fazioli concertvleugel. Tijdens de Gina Bachauer International Piano Competition in Salt Lake City wordt een Fazioli gebruikt.
- 1995: De F308 wordt op de NAMM show getond, en er volgen op dit instrument concerten in Los Angeles en Salt Lake City. In juni wordt de F308 gepresenteerd in Beijing, waarop het Conservatorium aldaar een serie Fazioli's bestelt. Ook pianiste Elisabeth Leonskaja wordt fan van de Fazioli.
- 1996: Er wordt een Fazioli uitgekozen voor concerten in de Wiener Musikvereinshalle door Ingeborg Baldaszti, Markus Schirmer, Jasminka Stancul en Elisabeth Leonskaya. De unieke Brunei concert grand wordt gebouwd met inleg van edelstenen, parelmoer en exotische houtsoorten. Naast de standaard zwarte instrumenten wordt een exclusieve serie door kunstenaars ontworpen op bestelling door speciale klanten.
- 1997: Op het grote jazzfestival van Umbrië worden de F278 en F308 voor het eerst gebruikt, en dit zou de jaren erna zo blijven. Ook het winterfestival in Orvieto gebruikt sindsdien Fazioli's. Inmiddels hebben diverse jazzpianisten de Fazioli ook ontdekt: Herbie Hancock, Matthew Shipp, Martial Solal, Brad Mehldau, Chucho Valdez en Michel Camilo spelen erop.
- 1998: Naast de bestaande fabriek wordt een terrein van 14.000 m² aangekocht voor uitbreiding van de fabriek. De productie wil men verhogen naar circa 150 instrumenten per jaar. Ook worden plannen gemaakt voor een apart akoestisch laboratorium en de bouw van een concertzaal, waar de nieuwe instrumenten bespeeld en getest kunnen worden.
- 2000: De Colburn School for Performing Arts in Los Angeles in Californië bestelt twee Fazioli's [en meer wanneer de nieuwe campus in 2008 er wordt geopend). Fazioli's staan permanent in de Mayman Hall, Zipper Hall en diverse studieruimten van het Colburn Conservatorium.
- 2001: De nieuwe fabriek wordt geopend.
- 2005: De Fazioli Concert Hall wordt geopend en alom geroemd vanwege de uitstekende akoestiek. De zaal ligt pal naast de fabriek zodat er gemakkelijk instrumenten uit de fabriek kunnen worden bespeeld en getest in een echte concertzaalomgeving.
- 2007: Fazioli produceerde toen 110 instrumenten per jaar. De omzet bedroeg inmiddels €6 miljoen.[1]